# Maria Schmolln
Maria Schmolln ist eine Gemeinde mit 1465 Einwohnern (Stand 1. Jänner 2024) im Bezirk Braunau am Inn im  Innviertel in Oberösterreich.
Die Gemeinde ist vor allem durch die Wallfahrtskirche Maria Schmolln bekannt.

## Geografie
Maria Schmolln liegt auf 557 m Höhe im Süden des Innviertels inmitten der Ausläufer des Kobernaußerwaldes.

### Gemeindegliederung
Das Gemeindegebiet umfasst folgende 22 Ortschaften (in Klammern Einwohnerzahl Stand 1. Jänner 2024):
- Aicheck (30)
- Bachleiten (19)
- Breitenberg (50)
- Bucheck (73)
- Großenaich (34)
- Gstocket (4)
- Haslau (76)
- Höh (41)
- Leitnerseck (40)
- Maria Schmolln (348)
- Michlbach (39)
- Oberfeld (35)
- Oberminathal (17)
- Perneck (14)
- Schnellberg (18)
- Schweigertsreith (60)
- Sollach (187)
- Thannstraß (32)
- Unterfeld (45)
- Unterminathal (213)
- Utzeneck (36)
- Winkelpoint (54)

Die Gemeinde besteht aus den Katastralgemeinden Oberminathal, Schnellberg und Schweigetsreith.
Der zuständige Gerichtsbezirk ist der Gerichtsbezirk Mattighofen.

### Nachbargemeinden
| Moosbach          | Treubach                                    | Höhnhart            |
| Helpfau-Uttendorf | Kompassrose, die auf Nachbargemeinden zeigt | St. Johann am Walde |
| Schalchen         | Munderfing                                  | Lengau              |

## Geschichte
Mit der Errichtung der großen Wallfahrtskirche in den Jahren 1860 bis 1863 bildete sich um das Gotteshaus herum eine Siedlung, die mit der Zeit immer größer wurde. Ende 1898 wurde Maria Schmolln eine selbständige Gemeinde.
Seit Gründung des Herzogtums Bayern war der Ort bis 1779 bayrisch und kam nach dem Frieden von Teschen mit dem Innviertel (damals „Innbaiern“) zu Österreich. Während der Napoleonischen Kriege wieder kurz bayrisch, gehört er seit 1814 endgültig zu Oberösterreich.
Nach dem Anschluss Österreichs an das Deutsche Reich am 13. März 1938 gehörte der Ort zum „Gau Oberdonau“. Nach 1945 erfolgte die Wiederherstellung Oberösterreichs. 2006 wurde ein Stolperstein für den von den Nationalsozialisten ermordeten Franziskanerpater Ludwig Seraphim Binder verlegt.

### Geschichte der Wallfahrt
Der Überlieferung nach hängte 1735 der Bauer Michael Priewasser zum Gedenken an seinen verschollenen Sohn ein Marienbild an einen Baum. Vorbeigehende sollten dadurch bewegt werden, für seinen Sohn zu beten. Bereits 1784 wurde auf Grund der wachsenden Popularität des Ortes eine hölzerne Kapelle errichtet, die aber 1810 auf behördlichen Befehl abgerissen werden musste. Weil aber das Marienbild weiterhin von der Bevölkerung verehrt wurde, baute man 1850 wieder eine Holzkapelle. Es entstand eine Jausenstation, durch Rodung kamen Bauernansiedlungen und der Ort wuchs. Die Bewohner errichteten in Eigenregie die heutige Wallfahrtskirche, die mitsamt dem Franziskanerkloster und der Volksschule 1863 eingeweiht wurde. 1880 wurde anstelle der Holzkapelle die jetzige Gnadenkapelle nordseitig angebaut.

## Kultur und Sehenswürdigkeiten
- Ansitz Schweikertsreuth

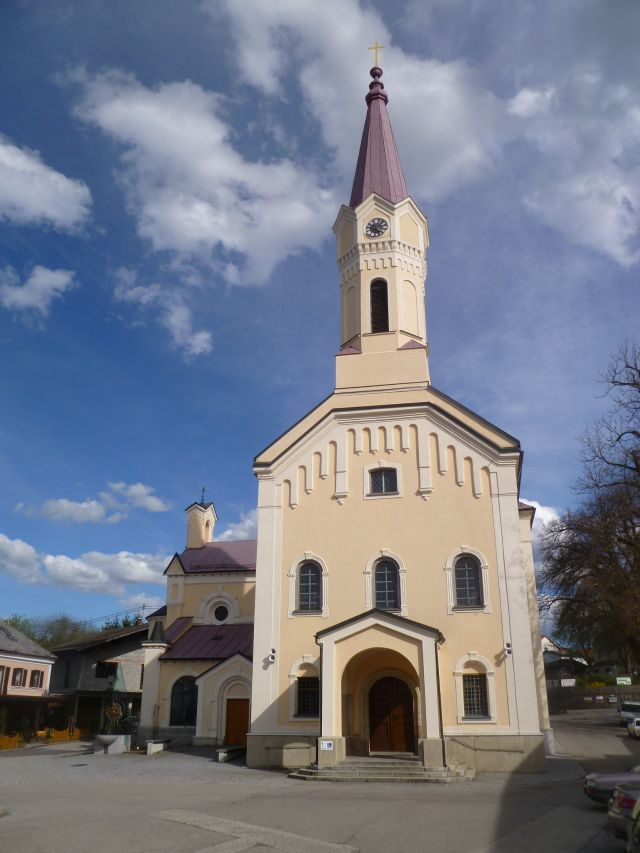
Wallfahrtskirche Maria Schmolln

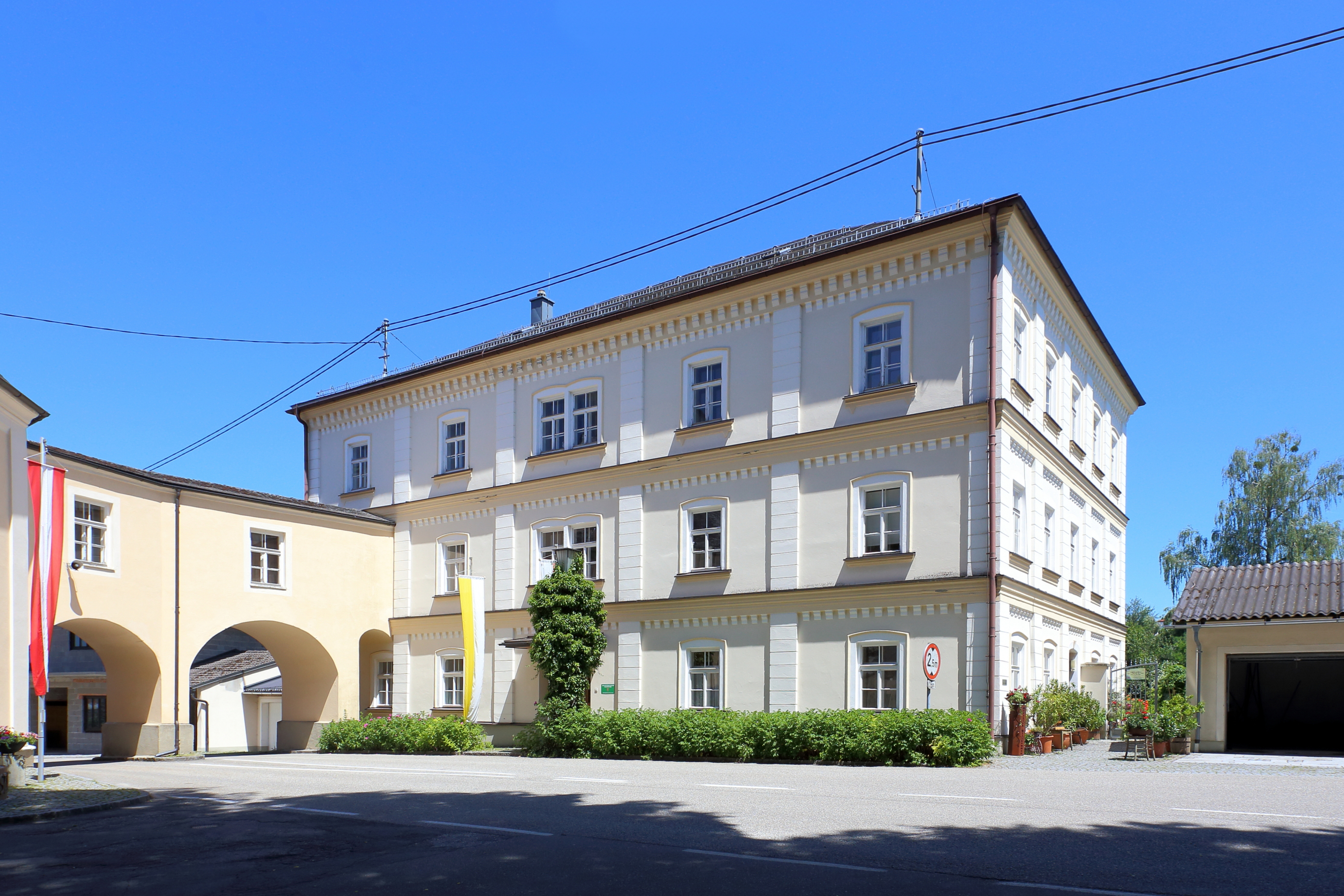
Kloster Maria Schmolln, links der Verbindungsgang zur Wallfahrtskirche

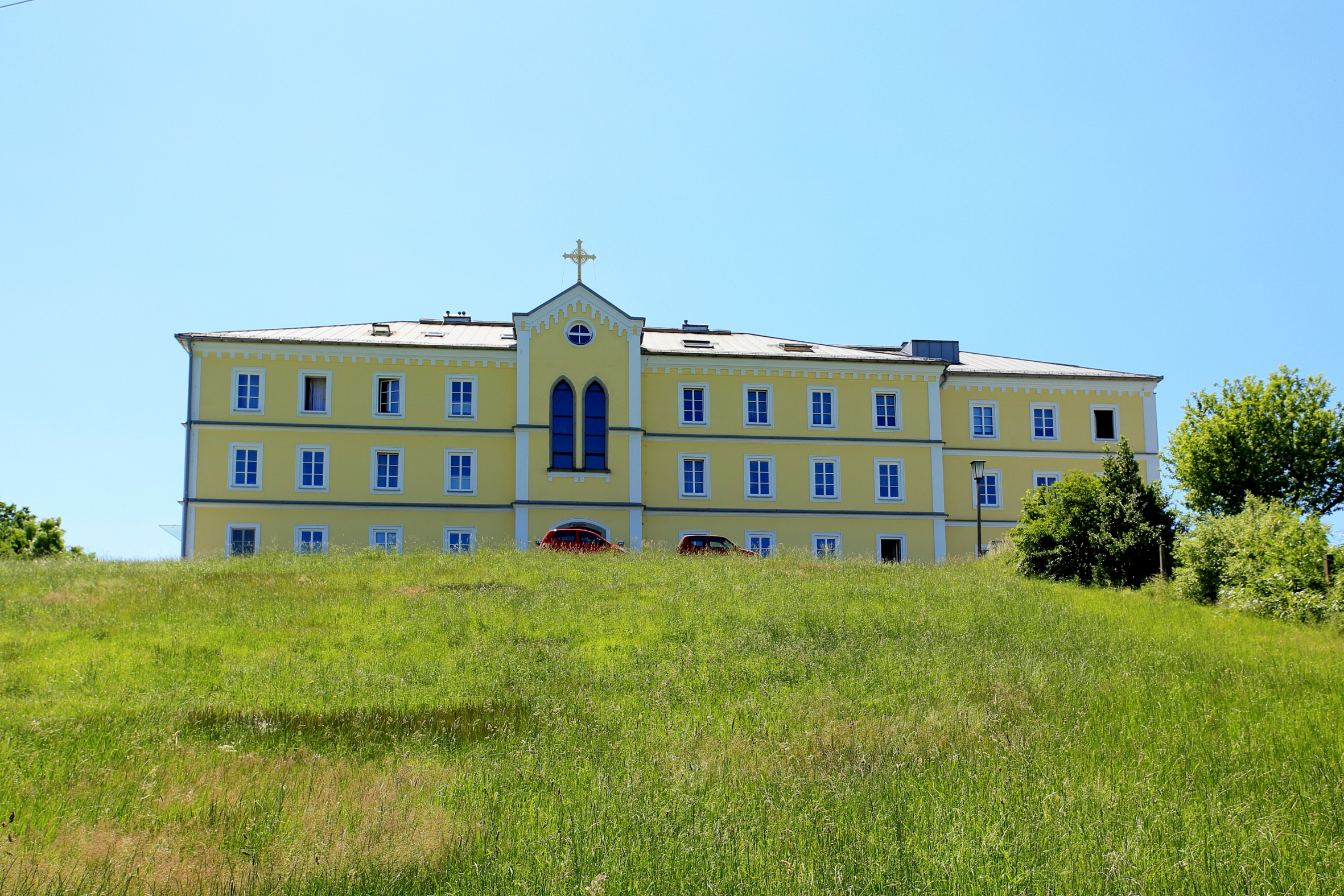
Alten- und Pflegeheim Maria Rast

- Katholische Wallfahrtskirche Maria Schmolln: Am 18. Juni 1860 wurde der Grundstein für die heutige Wallfahrtskirche gelegt, die 1863 feierlich eingeweiht wurde. Die Kirche ist im Rundbogenstil erbaut, hat eine Länge von 42 Metern und eine Breite von 15 Metern. 1867 wurde Maria Schmolln eine eigene Pfarre, seitdem gilt der Ort als wichtigster Wallfahrtsort des Innviertels. Da sich die Seitenkapelle mit dem Marienbild als zu klein erwies, wurde 1880/1881 nach den Plänen des Künstlers und Franziskanerpaters Johannes Maria Reiter eine größere Gnadenkapelle errichtet. Im Boden der Kapelle zeigt eine Glasplatte den Standort des Baumes, an dem der Bauer das Marienbild befestigte. Im Jahr 1949 wurden die Glocken, die im Zweiten Weltkrieg konfisziert wurden, durch ein neues Geläute (Töne: C, Es, G, B) ersetzt. 1962 wurde die reichhaltige historistische Ausstattung des Kirchenraums vollständig entfernt und die polychrome Dekorationsmalerei weiß übertüncht. 1992 erfolgte eine umfangreiche Restaurierung und Neugestaltung des Innenraums. Haupt- und Nebenaltäre entwarf und fertigte der Tiroler Bildhauer Rudolf Millonig nach Themen aus dem Glaubensbekenntnis. Die Kirche ist ein FFH-Gebiet wegen einer der beiden größten Wochenstuben vom Großen Mausohr in Oberösterreich.[2]
- Ehemaliges Kloster Maria Schmolln: Bald nach der Errichtung der Wallfahrtskirche bemühte sich Bischof Franz Joseph Rudigier um Ordensleute zur seelsorglichen Betreuung der Pilger. So kamen 1864 die ersten Franziskaner der Tiroler Provinz nach Maria Schmolln. Auf Grund des starken Aufblühens der Wallfahrt wurde 1871 das ursprüngliche Priesterhaus ausgebaut, sodass zehn Franziskaner im Kloster wohnen konnten. Sie nahmen sich um die Wallfahrer an und betrieben auch Seelsorgsarbeit in den umliegenden Gemeinden. Im Jänner 1941 wurde das Kloster unter der Nationalsozialistischen Herrschaft aufgehoben. Es durften nur mehr zwei Priester für die Pfarrseelsorge in Maria Schmolln bleiben und das Gebäude wurde unter anderem als Kinderferienlager genützt. Im August 1945 wurde das Kloster wieder seiner ursprünglichen Bestimmung übergeben. Im September 2014 wurde die Niederlassung in Maria Schmolln von den Franziskanern aufgegeben. Seither wird der Wallfahrtsort von einem Weltpriester betreut.
- Alten- und Pflegeheim Maria Rast: Das Alten- und Pflegeheim Maria Rast existiert bereits seit 1884 und wurde von den Franziskanerinnen von Vöcklabruck betreut. Im Jahr 2002 wurde das Heim um einen neuen Gebäudekomplex mit 3 Stockwerken und 80 Betten erweitert. Im alten Gebäude wurden mehrere Wohnungen für betreutes Wohnen eingerichtet. Im Sommer 2022 verließen die letzten geistlichen Schwestern das Haus.

## Wirtschaft und Infrastruktur

### Bildung
Im Zuge der Errichtung der Wallfahrtskirche in den Jahren 1860 bis 1863 wurde ein Schulhaus gebaut, das 1861 eröffnet wurde.
In Maria Schmolln gibt es heute einen Kindergarten sowie eine Volksschule, in der durchschnittlich 70 – 100 Schüler unterrichtet werden.

### Regelmäßige Veranstaltungen
- Waldfest: Die Veranstaltung der Freiwilligen Feuerwehr am Sportplatz von Maria Schmolln findet meistens in den Monaten Juni oder Juli statt und dauert drei Tage (Freitag bis Sonntag).
- Schmollner Adventmarkt:  Am 1. Adventwochenende des Jahres findet am Ortsplatz von Maria Schmolln ein Adventmarkt statt, der von ortsansässigen Vereinen (Goldhauben, Sportunion usw.) organisiert wird.
- Maschkerer: Am Tag vor der letzten Rauhnacht, am 5. Jänner, ziehen maskierte „Passen“ von Haus zu Haus. Die Zechen Schweigersreith und Michlbach pflegen das „Maschkerergehen“ seit mehr als 200 Jahren. In den letzten Jahren haben sich in der Gemeinde immer mehr Kindergruppen zusammengeschlossen, die es den großen Zechen nachmachen.

### Vereine
In Maria Schmolln sind mehr als 20 Vereine aktiv, u. a. die Goldhaubengruppe, der Imkerverein, die Musikkapelle Maria Schmolln, u. v. a.
- Theater:

Seit 1991 ist die Theatergruppe Lampenfieber in Maria Schmolln tätig. In regelmäßigen Abständen führt die Gruppe, die sich hauptsächlich aus Maria Schmollnern zusammensetzt, im Sportsaal beziehungsweise an anderen Orten, z. B. im Klostergarten diverse Stücke (Komödien, Dramen etc.) auf.
- Zechkameradschaften:

Ziel der Zechen ist die Aufrechterhaltung gewisser Brauchtümer wie Landler tanzen, Maibaum aufstellen, Maschkerer, Palmbaumbinden etc. In Maria Schmolln gibt es mit der Zeche Michlbach und der Zeche Schweigertsreith zwei aktive Zechkameradschaften.

### Sport
- Freibad
- Skilift
- Union: Die AAG Union Raiba Maria Schmolln wurde am 23. Juli 1949 gegründet. In den Sektionen werden Fitness, Judo, Langlauf, Ski alpin/Snowboard, Stocksport, Bogenschießen  und Tennis betrieben.

## Politik
Der Gemeinderat hat 19 Mitglieder.

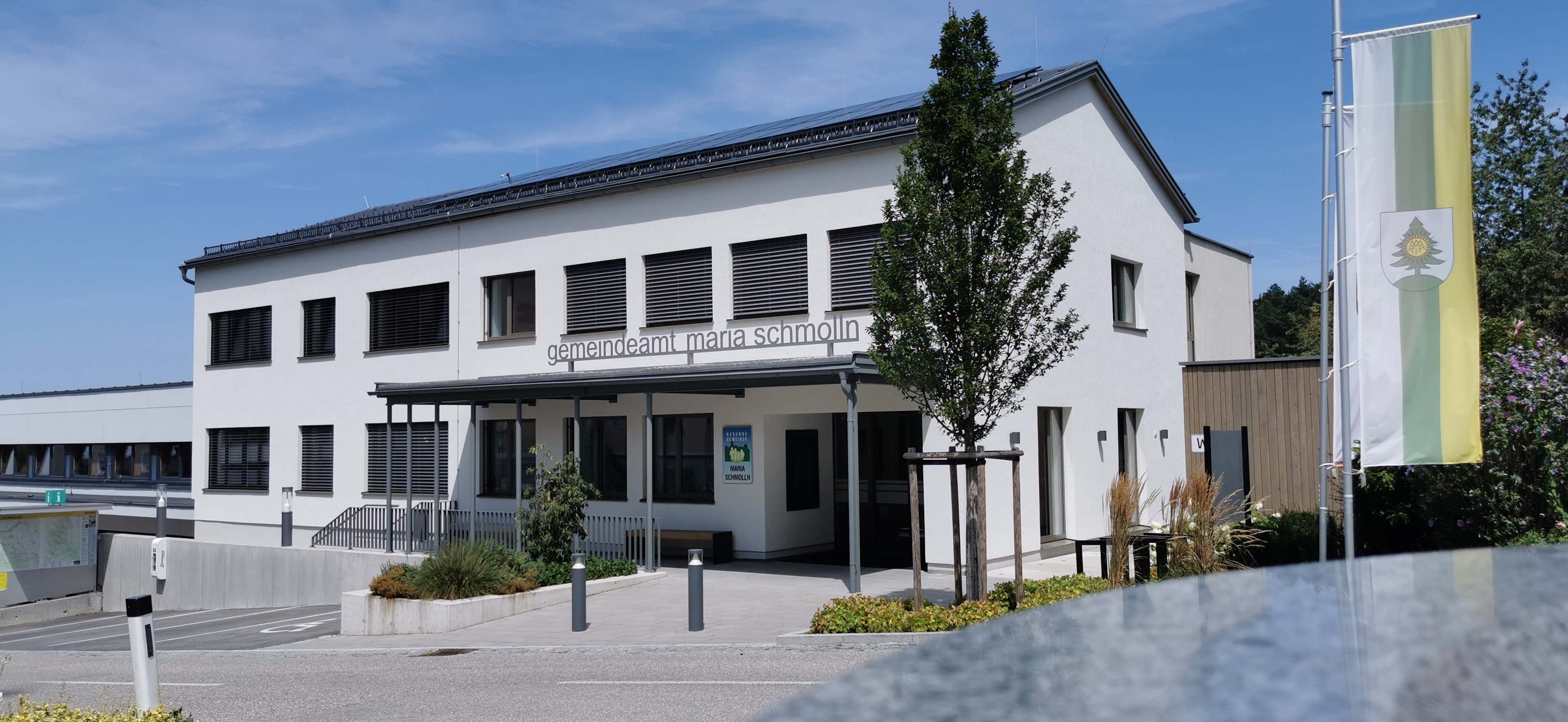
Gemeindeamt Maria Schmolln

- Mit den Gemeinderats- und Bürgermeisterwahlen in Oberösterreich 2003 hatte der Gemeinderat folgende Verteilung: 12 ÖVP und 7 SPÖ.
- Mit den Gemeinderats- und Bürgermeisterwahlen in Oberösterreich 2009 hatte der Gemeinderat folgende Verteilung: 11 ÖVP, 6 SPÖ und 2 FPÖ.
- Mit den Gemeinderats- und Bürgermeisterwahlen in Oberösterreich 2015 hatte der Gemeinderat folgende Verteilung: 11 ÖVP, 4 FPÖ und 4 SPÖ.
- Mit den Gemeinderats- und Bürgermeisterwahlen in Oberösterreich 2021 hat der Gemeinderat folgende Verteilung: 14 ÖVP, 3 SPÖ und 2 FPÖ.[3][4]

### Bürgermeister
- bis 2008 Gottfried Grubmüller (ÖVP)
- 2008–2020 Wilfried Gerner (ÖVP)[5]
- seit 2020 Norbert Heller (ÖVP)

### Wappen
Das Wappen zeigt auf silbernem Grund einen grünen Nadelbaum auf einem Hügel, darauf ein goldenes Mariagramm, das Name und Bedeutung des Wallfahrtsortes charakterisiert.

## Persönlichkeiten

### Ehrenbürger der Gemeinde
- Otto von Habsburg (1912–2011), 1947 verliehen[6]

## Galerie

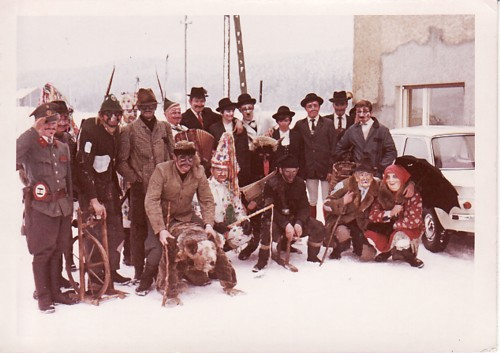
Maschkerer der Zeche Michlbach, 1969
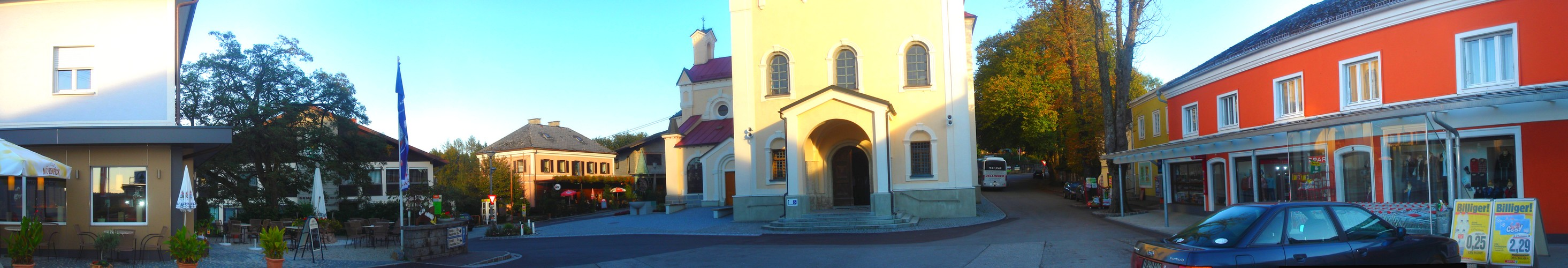
Ortsplatz Maria Schmolln (Panorama)
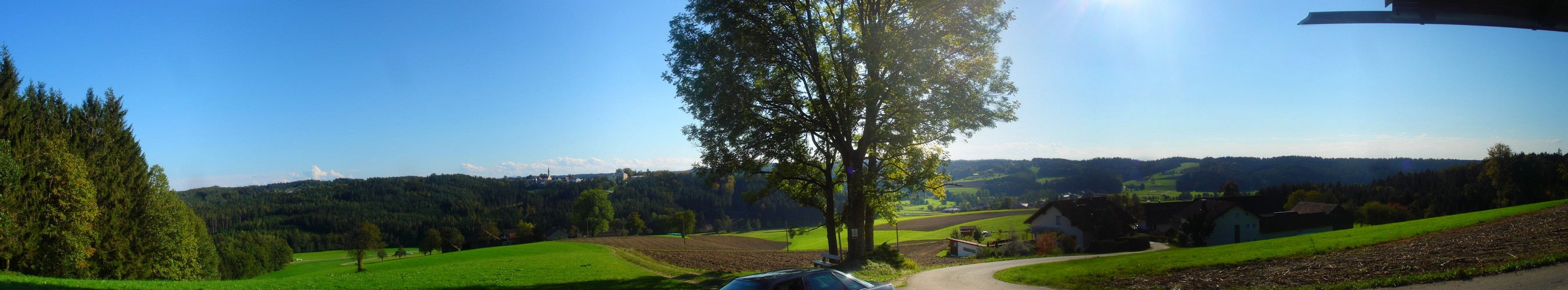
Blick von der Jagdkapelle (Panorama)